# Bosse "Blomman" Blombergh
Bosse "Blomman" Blombergh, egentligen Bo Jörgen Blomberg[källa behövs], ursprungligen Johansson, född 13 augusti 1944 i Stockholm, död 28 april 2008 i Katarina församling i Stockholm, var en svensk musiker och författare. Under artistnamnet Blomman gav han mellan 1977 och 1982 ut fem skivor. Blombergh skrev nya, ofta samhällskritiska, texter, till andras gamla eller nyskrivna melodier. Han hade två hits med "Dom borde tjacka spikskor" och "Ja måru leva". Blombergh är gravsatt i minneslunden på Katarina kyrkogård i Stockholm.

## Böcker
- Grevgatan sjuttiosju två trappor[3], 1972

## LP-skivor
- Små knepiga låtar, 1977
- Om jag lira munspel i Winnipeg Jets, 1978
- Jag har fått en elefant, 1979
- Blommans epistlar, 1981
- Stockholm mitt i, 1982